# Cynthia Woodhead
Cynthia Lee Woodhead, nota anche con lo pseudonimo di Sippy (Riverside, 7 febbraio 1964), è un'ex nuotatrice statunitense.
È stata campionessa del mondo, medaglia olimpica e più volte primatista del mondo in specialità dello stile libero. Ha vinto 3 medaglie d'oro ai mondiali di Berlino '78 quando era appena quattordicenne, ha migliorato 7 volte un record del mondo durante la sua carriera 

## Carriera
Nel 1978 destò sensazione quando, appena quattordicenne, vinse ben 3 ori ai mondiali di nuoto di Berlino, nei 200 sl e nelle staffette 4x100sl e 4x100 mista, e 2 argenti.. L'anno dopo, durante i Giochi Panamericani del 1979 a San Juan di Portorico, vinse 5 medaglie d'oro, 100, 200 e 400 stile libero oltre alle staffette 4x100 stile e 4x100 mista.
La Woodhead, nel 1980. si era qualificata ai trials americani in ben sei prove per i Giochi Olimpici di Mosca, in quattro di quelle prove era data come la favorita, ma il boicottaggio statunitense ai giochi le impedì di poter gareggiare.
La delusione per la mancata partecipazione fu grande, inoltre nei 2 anni successivi la Woodhead ebbe guai fisici, si ruppe una gamba e soffrì di mononucleosi e di polmonite.
Risolti i problemi di salute, Cynthia torna ad allenarsi in vista delle Olimpiadi del 1984, intanto colleziona un altro oro e un argento ai Panamericani del 1983. 
Ai Giochi olimpici di Los Angeles riuscirà a vincere la medaglia d'argento nella sua gara preferita, i 200 stile libero .
Tra il 1978 e il 1979 batté più volte il record del mondo dei 200 sl, l'ultimo rimase tale fino al 1984. Il tempo di 1'58"43 con cui vinse i 200 sl ai Panamericani del 1979 è stato invece, di gran lunga, il record natatorio più longevo della manifestazione, rimasto imbattuto per ben 36 anni, fino al 2015, quando Allison Schmitt, la campionessa olimpica di Londra 2012, ha fatto segnare il tempo di 1'56"23.

## Riconoscimenti
- World Swimmer of the Year: 1979
- Nel 1979 fu premiata come USOC Athlete of the Year, premio dato ad atleti statunitensi che si sono distinti in sport olimpici.
- Nel 1994 Cynthia Woodhead viene introdotta nella International Swimming Hall of Fame, la Hall of fame del nuoto[1].